# Генезис (геологія)
Генезис (геологія) — це походження геологічних утворень: мінералів, гірських порід, родовищ корисних копалин і т.і., які виникли за певних умов під дією геологічних процесів.
Встановлення генезису має основне значення для розуміння природи геологічних тіл, встановлення найраціональнішого напрямку пошуків корисних копалин, розробки теорії геологічних процесів, наприклад, процесів вуглеутворення, мінералоутворення, рудоутворення тощо.